# Valdampierre

Valdampierre este o comună în departamentul Oise, Franța. În 1 ianuarie 2022 avea o populație de 921 de locuitori.